# Lycomedes velutipes
Lycomedes velutipes är en skalbaggsart som beskrevs av Gilbert John Arrow 1902. Lycomedes velutipes ingår i släktet Lycomedes och familjen Dynastidae. Inga underarter finns listade i Catalogue of Life.